# Julia Major (sestra Caesara)
Julia Major, známá také jako Julia starší, se narodila jako starší ze dvou dcer Gaia Julia Caesara a Aurelie Cotty. Nejznámější je však jako sestra římského diktátora Julia Caesara.

## Rodina
Julia se narodila v Římě jako první ze tří dětí. Přesné datum jejího narození není známo, ale muselo to být před rokem 101 př. n. l., protože tehdy se narodila její mladší sestra a v roce 100 př. n. l. bratr Gaius. V této době římské dcery obvykle nedostávaly Praenomen pokud bylo několik sester v rodině, takže když bylo nutno dvě sestry Julie odlišit, říkalo se jim "Julia Major" a "Julia Minor".
O Juliině životě je známo málo, kromě toho, že se dvakrát provdala, jednou za Lucia Pinaria, člena velmi staré patricijské rodiny, a jednou za Quinta Pedia, ačkoli pořadí jejích sňatků není známo. Z každého manželství měla alespoň jednoho syna. Byla babičkou guvernéra Lucia Pinaria a Quinta Pedia, kteří byli společně se svým bratrancem, Gaiem Octaviem, jmenováni Caesarovými dědici v diktátorově poslední vůli. Titus Pinarius, přítel Cicera, byl pravděpodobně jejím dalším vnukem a bratrem Lucia.
Caesarova matka a jedna z jeho sester svědčily proti Publiu Clodiu Pulcherovi, když byl obviněn za bezbožnost, ale není známo, zda to byla Julia Major nebo její sestra Julia Minor. Caesarova manželka Pompeia dobrovolně pořádala v domě slavnost Bona Dea, kterou měly muži zakázáno navštěvovat. Během slavnosti vstoupil Clodius do Caesarova domu v převlečení za ženu, údajně aby svedl Pompeiu. Ačkoli byl Clodius zproštěn viny, incident vedl Caesara, tehdy ještě Pontifex maxima, k rozvodu s Pompeiou.